# 중설 (몸)
중설(中舌)이란 설첨과 설단을 제외한 혀의 나머지 부분을 삼등분했을 때 가운데 부분을 가리키는 말이다. 모음을 분류하는 기준 중 하나이며, 중설을 사용하여 조음하는 모음을 중설모음이라고 한다.